# Доње Липово
Доње Липово је насеље у општини Колашин у Црној Гори. Према попису из 2003. било је 101 становника (према попису из 1991. било је 177 становника).

## Демографија
У насељу Доње Липово живи 83 пунолетна становника, а просечна старост становништва износи 43,8 година (41,5 код мушкараца и 46,1 код жена). У насељу има 36 домаћинстава, а просечан број чланова по домаћинству је 2,81.
Становништво у овом насељу веома је хетерогено, а у последња три пописа, примећен је пад у броју становника.
|  |

| Демографија | Демографија | Демографија |
| Година      | Становника  | Становника  |
| ----------- | ----------- | ----------- |
|             |             |             |
|             |             |             |
|             |             |             |
|             |             |             |
| 1948.       | 358         |             |
| 1953.       | 344         |             |
| 1961.       | 324         |             |
| 1971.       | 247         |             |
| 1981.       | 220         |             |
| 1991.       | 177         | 177         |
| 2003.       | 101         | 101         |
| 2011.       |             | 127         |

| Етнички састав према попису из 2003.‍ | Етнички састав према попису из 2003.‍ | Етнички састав према попису из 2003.‍ | Етнички састав према попису из 2003.‍ | Етнички састав према попису из 2003.‍ |
| ------------------------------------ | ------------------------------------ | ------------------------------------ | ------------------------------------ | ------------------------------------ |
|                                      |                                      |                                      |                                      |                                      |
| Црногорци                            | Црногорци                            |                                      | 50                                   | 49,50%                               |
| Срби                                 | Срби                                 |                                      | 48                                   | 47,52%                               |
| непознато                            | непознато                            |                                      | 0                                    | 0,0%                                 |

| Година пописа     | 1948. | 1953. | 1961. | 1971. | 1981. | 1991. | 2003. |
| ----------------- | ----- | ----- | ----- | ----- | ----- | ----- | ----- |
| Број домаћинстава | 82    | 60    | 70    | 69    | 64    | 56    | 36    |

| Број чланова      | 1  | 2  | 3 | 4 | 5 | 6 | 7 | 8 | 9 | 10 и више | Просек |
| ----------------- | -- | -- | - | - | - | - | - | - | - | --------- | ------ |
| Број домаћинстава | 36 | 12 | 8 | 2 | 5 | 7 | 2 | 0 | 0 | 0         | 0      |

| Пол    | Укупно | Неожењен/Неудата | Ожењен/Удата | Удовац/Удовица | Разведен/Разведена | Непознато |
| ------ | ------ | ---------------- | ------------ | -------------- | ------------------ | --------- |
| Мушки  | 45     | 20               | 21           | 3              | 1                  | 0         |
| Женски | 44     | 13               | 20           | 9              | 2                  | 0         |
| УКУПНО | 89     | 33               | 41           | 12             | 3                  | 0         |

| Пол    | Укупно                    | Пољопривреда, лов и шумарство | Рибарство                            | Вађење руде и камена | Прерађивачка индустрија       |
| ------ | ------------------------- | ----------------------------- | ------------------------------------ | -------------------- | ----------------------------- |
| Мушки  | 18                        | 2                             | 0                                    | 0                    | 1                             |
| Женски | 5                         | 0                             | 0                                    | 0                    | 1                             |
| УКУПНО | 23                        | 2                             | 0                                    | 0                    | 2                             |
| Пол    | Производња и снабдевање   | Грађевинарство                | Трговина                             | Хотели и ресторани   | Саобраћај, складиштење и везе |
| Мушки  | 0                         | 0                             | 1                                    | 1                    | 1                             |
| Женски | 0                         | 0                             | 1                                    | 1                    | 0                             |
| УКУПНО | 0                         | 0                             | 2                                    | 2                    | 1                             |
| Пол    | Финансијско посредовање   | Некретнине                    | Државна управа и одбрана             | Образовање           | Здравствени и социјални рад   |
| Мушки  | 0                         | 0                             | 7                                    | 0                    | 0                             |
| Женски | 0                         | 0                             | 0                                    | 1                    | 1                             |
| УКУПНО | 0                         | 0                             | 7                                    | 1                    | 1                             |
| Пол    | Остале услужне активности | Приватна домаћинства          | Екстериторијалне организације и тела | Непознато            | Непознато                     |
| Мушки  | 1                         | 0                             | 0                                    | 4                    | 4                             |
| Женски | 0                         | 0                             | 0                                    | 0                    | 0                             |
| УКУПНО | 1                         | 0                             | 0                                    | 4                    | 4                             |